# Tropidophis melanurus
Espèce
Synonymes
- Boa melanura Schlegel, 1837
- Ungalia melanura (Schlegel, 1837)

Statut CITES
Tropidophis melanurus est une espèce de serpents de la famille des Tropidophiidae.

## Répartition
Cette espèce est endémique de Cuba.

## Description

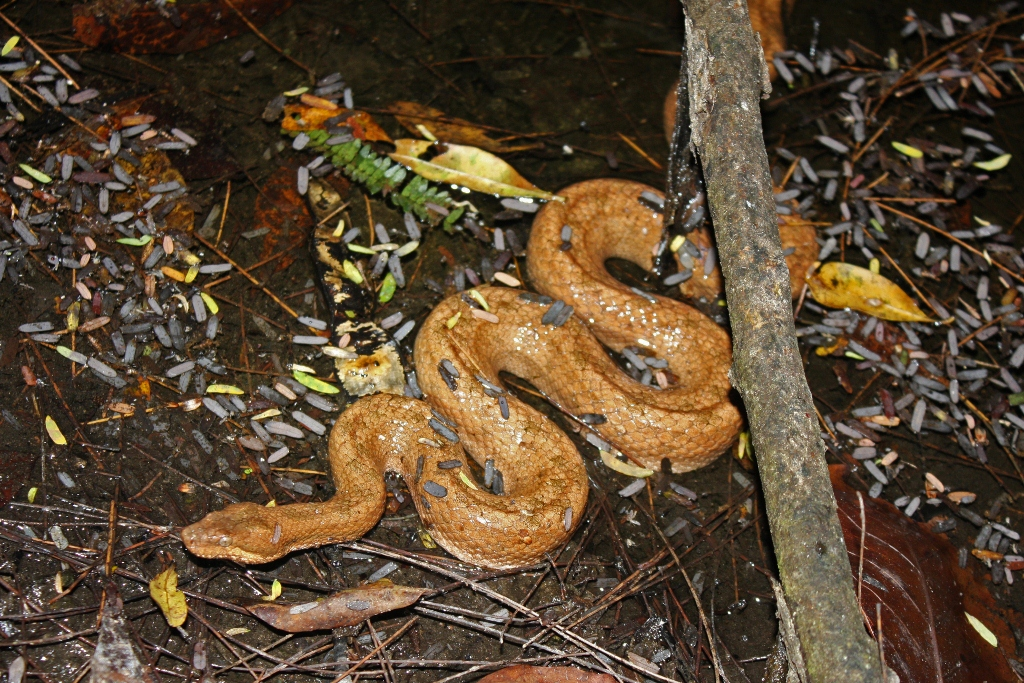

C'est un serpent vivipare.

## Liste des sous-espèces
Selon The Reptile Database (26 février 2014) :
- Tropidophis melanurus melanurus (Schlegel, 1837) - Cuba à l'exception de la province de Pinar del Río
- Tropidophis melanurus dysodes Schwartz & Thomas, 1960 - province de Pinar del Río à Cuba
- Tropidophis melanurus ericksoni Schwartz & Thomas, 1960 - île de la Jeunesse à Cuba

## Publications originales
- Schlegel, 1837 : Essai sur la physionomie des serpens, La Haye, J. Kips, J. HZ. et W. P. van Stockum, vol. 1 (texte intégral) et vol. 2 (texte intégral).
- Schwartz & Thomas, 1960 : Four new snakes (Tropidophis, Dromicus, Alsophis) from the Isla de Pinos and Cuba. Herpetologica, vol. 16, no 2, p. 73-90.